# Guy Verhofstadt
Guy Verhofstadt (Dendermonde, 11. travnja 1953.), belgijski političar.
Bivši je premijer Kraljevine Belgije iz stranke Flamanskih liberala i demokrata. Na dužnost je izabran 1999., a na parlamenatrnim izborima 2007. je izgubio izbore. Formiranje nova vlade je bilo komplicirano, a na kraju Yves Leterme nije uspio sastaviti vladu. Kralj Albert II. od Belgije je dao Verhofstadtu da vodi privremenu vladu, koja će biti u uredu 3 mjeseca, a može donijeti i proračun. Dana 23. prosinca 2007. prijelazna vlada je dobila povjerenje s 97 glasova za, 46 protiv i jednim suzdržanim. "Stalna vlada" pod vodstvom Yvesa Letermea preuzela je posao 20. ožujka 2008.
On je trenutno član Europskog parlamenta i predsjednik Saveza liberala i demokrata za Europu.

## Vanjske poveznice
Službena stranica  Arhivirana inačica izvorne stranice od 9. prosinca 2007. (Wayback Machine)